# Nefúsza-hegység
A Nefúsza-hegység (berberül: Adrar n Infusen, arabul: الجبل الغربي, Al Dzsabal al Gharbi) egy hegység Líbiában, Tripolitánia régióban.

## Földrajzi fekvése
A Nefúsza-hegység Líbia északnyugati, Tunéziával határos részén található, északon a Tripolitániai fennsík, délen a Földközi-tenger határolja. Keleti határánál Garján, nyugaton Vázzin város és a tunéziai határ helyezkedik el.
Közigazgatási szempontból a hegység Dzsabal el-Garbi és Nálút tartományok területén fekszik.

## Történelmi szerepe
A hegység területe már ősidők óta lakott. Az ókorban, az Egyiptomi újbirodalom idején a Libu nép lakta, később a berberek telepedtek le itt. A 7. században az arabok hódították meg a térséget, ekkor történt meg a lakosság iszlamizálása is. A 8. századtól a Nefúsza-hegység az üldözött háridzsita iszlám vallási irányzat ibadita szektájának lett egyik utolsó mentsvára, az itteni berber lakosság napjainkig ennek az irányzatnak a követője.

### Az újkorban
A Nefúsza-hegység jelentős szerephez a 2011-es líbiai polgárháború idején jutott. A 2011 februárjában, Moammer Kadhafi rendszere ellen Kireneika régióban kirobbant lázadás rövid idő alatt a Nefúsza-hegység berber lakói között is teret hódított, annál is inkább, mert az 1969 óta hatalmon levő Kadhafi-kormányzat elnyomta a berbereket, betiltva nyelvük használatát, sőt még népi hagyományaik ápolását is. A berber lázadók ellen a líbiai hadsereg március 1-jén indított offenzívát, a két fél között súlyos harcok alakultak ki Zintán városért, de heves harcok zajlottak Garján, Jafrán és Nálút birtoklásáért is. A felkelőknek a NATO légierőjének hathatós támogatásával augusztus 18-ra sikerült a térség teljes felszabadítása Kadhafi uralma alól.